# Electrohome
Fundado en 1907, Electrohome era el fabricante de televisores más grande de Canadá entre 1949 y 1984. La compañía incursiona en transmisión televisiva.
De 1984 a 1999, los televisores de marca Electrohome fueron producidos bajo licencia por Mitsubishi Electric, y de 1999 a 2007 por Jutan (distribuido por el distribuidor canadiense Citizen Electronics).
La empresa se sometió a un cierre ordenado a fines de 2008. En febrero de 2010, la marca Electrohome fue adquirida por Bluetronics Group, una división de Circus World Displays Limited (CWD).

## Historia
En 1907, Arthur Bell Pollock fundó Pollock Manufacturing Co. Ltd., después de ganar un cara-cruz con su esposa. La empresa Kitchener, fabricó los primeros fonógrafos en Canadá. En los años 20 y 30, la empresa se diversifica en otros bienes de consumo como discos, radios, muebles y fue el mayor fabricante canadiense de ventiladores eléctricos. En 1933, el nombre de la empresa se convirtió en Dominion Electrohome Industries Ltd. y la marca Electrohome se introdujo para productos que van desde calentadores hasta mezcladores de alimentos.
Sin embargo, con el estallido de la Segunda Guerra Mundial todo cambió. Electrohome dedicó el 99 % de su producción al esfuerzo de guerra. Fabricaba elementos de aviones de madera que incluían alas, componentes de municiones y equipos de comunicaciones, incluido un transmisor de radio para la Real Fuerza Aérea Canadiense. Después de la guerra, Electrohome se clasificó como una empresa nacionalmente conocida e importante con 1400 empleados orientados a satisfacer las demandas de la economía de la posguerra. La guerra permitió a la compañía adquirir nuevos equipos, más capacidad de producción y una gama más amplia de habilidades. También hubo una percepción de que Electrohome podría ser un jugador importante en la escena electrónica nacional canadiense.
La compañía comenzó a fabricar y vender televisores en 1949, compitiendo con compañías como Northern Electric y Canadian General Electric por una parte del mercado canadiense. Electrohome desarrolló su reputación con grandes televisores con consola modelo hechos con cajas de madera auténtica.
En 1954, Carl Arthur Pollock, hijo del fundador de la compañía, condujo a Electrohome a unirse a la cadena de teatro Famous Players para lanzar la primera estación de televisión de Kitchener-Waterloo, CKCO-TV, como filial de CBC Television. Se unió a CTV en 1964. Electrohome asumió el control total de CKCO en 1970 cuando las leyes de transmisión redujeron sustancialmente la cantidad de propiedad extranjera en los medios canadienses (Famous Players fue controlado por Paramount Pictures).
En la década de 1960, Electrohome continuó fabricando productos de consumo que incluían órganos, radios, estéreos de consola, parlantes, amplificadores de tubo de alta fidelidad y televisores, ya que se convirtió en la primera y única compañía canadiense en hacer televisores en color. En 1965, los productos de Electrohome se vendían en 23 países. Las ventas totales en 1968 fueron de $44 500 000 (cuarenta y cuatro millones quinientos mil dólares). Con los años, la compañía tenía diez plantas de fabricación y dos oficinas administrativas en el área de Kitchener-Waterloo.
En 1972, John A. Pollock, nieto del fundador de la compañía, se convirtió en el presidente de tercera generación de Electrohome. En esta época, Electrohome era ampliamente conocido como el equivalente canadiense de compañías estadounidenses como General Electric o RCA. Pollock llevó a la compañía a una serie de empresas y productos electrónicos diferentes, tanto de consumo como industriales. Los productos más exitosos de Electrohome durante este período fueron una línea de proyectores de pantalla que evolucionaron desde proyectores monocromáticos de datos CRT a proyectores estereoscópicos de realidad virtual y proyectores de cine digital, basados en la tecnología de Procesamiento Digital de Luz de Texas Instruments.
En 1984, sufriendo años de competencia con Sony y otros fabricantes de televisores japoneses, Electrohome dejó de producir televisores y licenció la marca a Mitsubishi Electric. En 1988, Electrohome compró una segunda estación de televisión, CFRN-TV en Edmonton.
En 1995, Electrohome y Baton Broadcasting se asociaron, compartiendo la propiedad de CKCO, CFRN, CFCN-TV en Calgary, CFPL-TV en Londres, CHWI-TV en Wheatley y CKNX-TV en Wingham. El año siguiente, la asociación se reorganizó: Baton se hizo cargo de todas las estaciones y, con ello, controló el interés en CTV. A cambio, Electrohome recibió efectivo y acciones en Baton valoradas en C$270 000 000 (doscientos setenta millones de dólares canadienses), el cual cambió su nombre a CTV Inc. un año después. Desde 2002, CTV ha sido la red de televisión canadiense mejor valorada.
En 1999, Electrohome vendió la división de sistemas de proyección a Christie Digital, un fabricante líder de proyectores de películas.
En 1999, Electrohome cambió de licencia, eliminando Mitsubishi Electric y permitiendo que el distribuidor canadiense Citizen Electronics (Jutan) comercialice televisores y reproductores de DVD bajo la marca Electrohome.
El 5 de marzo de 2007, el Grupo de Compañías de Redmond anunció la compra de las marcas Electrohome a partir del 1 de enero de 2008. Más tarde ese mismo mes, el 27 de marzo, Synnex anunció la compra de los activos de Redmond Group Electrohome.
En enero de 2008, Electrohome anunció la venta de todas sus marcas registradas a Synnex Corporation. Electrohome ahora deriva la mayor parte de sus ingresos de sus licencias, tenencias de acciones menores en Mechdyne/Fakespace Systems que proporciona soluciones de visualización para el análisis de datos, y posee la firma de cine digital Immersion Studios.
La compañía comenzó una liquidación ordenada a fines de 2008. En febrero de 2010, la marca Electrohome fue adquirida por Bluetronics Group, una división de Circus World Displays Limited (CWD). También se incluyeron en la compra los derechos de las marcas Magnasonic, Secureguard y Citizen (solo Canadá), entre muchos otros. Con sede en Niagara Falls, Canadá, CWD también posee y opera otras marcas como Fluance, Nyrius, Levana, SVAT, Defender y Pure Therapy.
- List of television manufacturers
- Bell Media